# Sandvikens HK
Sandvikens HK är en handbollsklubb från Sandviken i Gävleborgs län, bildad 1960 som en sammanslagning av handbollsverksamheten i Sandvikens IF, Sandvikens AIK och Kvinnliga idrottsklubben i Sandviken (KIKS). Laget spelade i Allsvenskan, då Sveriges högsta division, säsongerna 1966/1967 och 1967/1968.